# Backtjärnen (Hallens socken, Jämtland)
Backtjärnen är en sjö i Åre kommun i Jämtland och ingår i Indalsälvens huvudavrinningsområde.